# Тулери (Калифорнија)
Тулери (енгл. Tulare) град је у америчкој савезној држави Калифорнија. По попису становништва из 2010. у њему је живело 59.278 становника.

## Демографија
Према попису становништва из 2010. у граду је живело 59.278 становника, што је 15.284 (34,7%) становника више него 2000. године.
| Група             | 2000.          | 2010.          |
| Белци             | 19.276 (43,8%) | 20.597 (34,7%) |
| Афроамериканци    | 2.209 (5,0%)   | 2.328 (3,9%)   |
| Азијати           | 890 (2,0%)     | 1.276 (2,2%)   |
| Хиспаноамериканци | 20.058 (45,6%) | 34.062 (57,5%) |
| Укупно            | 43.994         | 59.278         |